# Alen Bošković
Alen Bošković, hrvatski vaterpolist. 
Sudjelovao na ovim velikim natjecanjima: europsko prvenstvo 1999.